# Hiệu ứng con khỉ thứ 100
Hiệu ứng con khỉ thứ 100 (Hundredth monkey effect) là một hiện tượng giả thuyết về tâm lý trong đó một hành vi hoặc ý tưởng mới được cho là lan truyền nhanh chóng bằng các phương tiện không giải thích được từ một nhóm đến tất cả các nhóm liên quan một khi một số thành viên quan trọng của một nhóm thể hiện hành vi mới hoặc thừa nhận ý tưởng mới. Hiệu ứng này được phát hiện trên một nghiên cứu khác kéo dài của Nhật Bản trên đối tượng là những con khỉ (khỉ Nhật Bản-Macaca fuscata) để đưa ra kết luận khi có một số tới hạn, tức là số lượng đối tượng nhất định đạt được một nhận thức nào đó, thì nhận thức mới này sẽ tự động được lan truyền qua tâm trí trong cộng đồng.

## Thí nghiệm
Năm 1952, các nhà khoa học Nhật Bản đã nghiên cứu hành vi của loài khỉ Nhật Bản (Macaca fuscata), một loài khỉ ở đảo Koshima. Họ cho những chú khỉ ở đây những củ khoai lang khá ngon nhưng còn vấy bẩn cát. Lũ khỉ thích thú với những củ khoai lang nhưng thấy khó chịu với cát bẩn bám đầy trên đó. Một con khỉ cái 18 tháng tuổi phát hiện ra nó có thể loại bỏ những vết bẩn bằng cách rửa sạch chúng với nước. Sau đó nó dạy chiêu này cho mẹ của nó và những con khỉ khác cùng lứa với nó bắt chước làm theo. Thoạt tiên việc rửa khoai chỉ diễn ra trong phạm vi gia đình chú khỉ kia. Nhưng dần dần, hành vi đó lan tỏa ra cả đàn khỉ sống trên hòn đảo nơi gia đình chú khỉ con sinh sống. Một số ít những con khỉ lớn hơn cũng tò mò học theo và biết cách rửa sạch khoai để ăn ngon hơn.
Vào năm 1958, một vài điều khác lạ xảy ra, một đám đông những con khỉ khác nữa cũng lại bắt chước theo và biết cách rửa khoai, ước chừng khoảng 99 con. Cho đến khi, một mức ngưỡng quan trọng xuất hiện là con khỉ thứ 100 bắt đầu biết rửa khoai. Và từ lúc này, việc rửa khoai trước khi ăn đã lan ra những đảo khác mà không có sự giao tiếp, chỉ dạy nào giữa những chú khỉ ở đảo này với đảo kia. Việc rửa khoai đã trở thành một kỹ năng trong ý thức của bầy khỉ. Hiện tượng này được xem như hiệu ứng của "Con khỉ thứ 100", đây chính là một dạng văn hóa ở động vật, tức là sự học hỏi lẫn nhau của các cá thể trong một nhóm, bầy đàn. Người ta ngạc nhiên khi phát hiện, việc rửa khoai trước khi ăn đã lan dần sang cả những chú khỉ ở các hòn đảo lân cận theo một cách nào đó, cho đến khi con khỉ thứ 100 thực hiện hành vi này, người ta nhận ra đây thực sự là một hiệu ứng thú vị.

## Tâm lý
Về mặt tâm lý, hiệu ứng "Con khỉ thứ 100" khá tương đồng với hiệu ứng bầy cừu, tức trong cuộc sống sẽ có rất nhiều người hành xử đơn thuần là vì thấy người khác làm vậy. Nhưng hiệu ứng này có một điểm thú vị hơn nằm ở chỗ là nó có sự xuất hiện của điểm bùng phát là một hiệu ứng tâm lý khác nói về việc khi lượng tích đủ thì chất biến đổi. Trong cuộc sống thì có thể thấy, sự tử tế hay sự vô tâm, văn hóa tốt hay tập quán xấu, hành động lịch sự hay hành động khiếm nhã tất cả đều có một điểm chung là khi có một số lượng người nhất định chấp nhận nó, nó sẽ trở thành một điều hiển nhiên trong cuộc sống. Đó là hiện tượng trong đó một khi một số lượng nhất định cá thể trong một loài học được kỹ năng nào đó, việc học kỹ năng đó đối với những con khác sẽ trở nên dễ dàng hơn nhiều,
Hiệu ứng này có thể được truyền tải, có vẻ như thông qua giao tiếp vô hình, đến cộng đồng không liên quan của loài đó ở một nơi xa xôi khác, hiện tượng này như là sự cộng hưởng hình thái (Morphic resonance), khi mà một cấu trúc nhất định được đưa vào trường thông tin và nếu càng nhiều năng lượng và tần số được sử dụng để truy cập hình thái đó thì trường thông tin sẽ trở nên càng mạnh hơn và hiển thị thành hiện thực vật chất ở mọi nơi. Nhổ kẹo cao su bừa bãi từng là một vấn nạn đối với Singapore nên vào năm 1992, Thủ tướng Lý Quang Diệu đã đưa ra lệnh cấm bán và nhập khẩu kẹo cao su trên toàn đất nước, người vi phạm có thể bị phạt tới 100.000 đô la Sing, cũng như có thể phải ngồi tù tới 2 năm. Ban đầu có rất nhiều người phản đối lệnh này, cho rằng đây là một điều cực đoan và vô lý của chính phủ. Thế nhưng, khi một số lượng người nhất định đã thực hiện và cảm thấy đó là chuyện bình thường.
Hiệu ứng "Con khỉ thứ 100" sẽ được coi là một trong các giải pháp dựa trên quy luật lan truyền khi nhà nước muốn nâng cấp chuẩn mực văn hoá. Hiệu ứng "chú khỉ thứ 100" đúng với những điều tốt, và cả những điều chưa tốt. Khi sự tử tế, khi những văn hóa cư xử lịch thiệp, những hành động thói quen tốt được nhiều người chấp nhận và ủng hộ thì cuộc sống và môi trường người đó sống sẽ trở nên tốt đẹp. Và ngược lại, khi những vấn nạn, thói hư tật xấu được chấp nhận, thì cuộc sống và môi trường của những người đó sống sẽ ngày càng trở nên tồi tệ. Với những văn hóa tốt, hãy là chú khỉ đầu đàn phát động phong trào, với những văn hóa xấu, cũng hãy là chú khỉ tiên phong để phản đối. Nếu không được thì hãy là chú khỉ thứ 2, thứ 3, thứ 4 hoặc thậm chí là chú khỉ thứ 97, 98, 99 để ủng hộ, cổ vũ bảo vệ cái tốt và bài trừ cái xấu. Khi chú khỉ thứ 100 làm theo, thì những chú khỉ còn lại sẽ mặc định, những điều tốt đẹp là một việc hiển nhiên phải làm.

## Liên quan
Các nhà tâm lý học đã thực hiện một thí nghiệm trên khỉ nhằm nghiên cứu cách mà một nhận thức được xây dựng, được gọi là thí nghiệm năm con khỉ định kiến hoặc lý thuyết năm con khỉ định kiến. Các nhà tâm lý học bỏ năm con khỉ vào trong một cái chuồng. Chúng được cho ăn uống rất thiếu thốn vì vậy lúc nào cũng thèm ăn. Trong chuồng được đặt một cái thang, nếu con khỉ trèo lên đỉnh thang nó sẽ với được một nải chuối trên đó. Cái thang đủ nhỏ để chỉ một con khỉ trèo lên một thời điểm. Cứ mỗi lần có con khỉ trèo lên thang với lấy quả chuối thì nhà khoa học lấy nước lạnh phụt vào bốn con ở phía dưới (mà không phải con trèo). Sau một thời gian, cứ con khỉ nào trèo lên thang thì bốn con khỉ còn lại ngăn cản nó. Bốn con khỉ đó nhận thức rằng cứ có con khi nào trèo lên thang là chúng sẽ bị trừng phạt.
Sau một thời gian nữa chẳng còn con khỉ nào mon men trèo lên thang nữa, mặc kệ rất đói và nải chuối thì ở trước mắt. Nhà khoa học đổi một con khỉ trong đó bằng một con khỉ mới. Con khỉ mới này ngay lập tức chạy đến cầu thang nhưng bị bốn con kia ngăn lại đánh cho một trận. Rồi nó cũng học được là không nên trèo lên thang. Nhà khoa học lại thay thế một con khỉ cũ bằng con khỉ mới. Con khỉ đó cũng lại chạy tới thang và bị bốn con vây đánh, trong đó có một con chưa từng bị phụt nước lạnh, con khỉ vừa vào trước đó cũng tham gia đánh, đơn giản vì thấy bọn kia làm vậy, còn bản thân vẫn không hiểu vì lí do gì. Dần dần sau vài lần đổi nữa thì cả năm con khỉ trong chuồng đều là khỉ mới tinh. Chúng vẫn ngăn chặn không cho con khỉ nào trèo lên thang. Chẳng con nào trong số chúng hiểu tại sao phải ngăn cản.
Việc hình thành nhận thức của con khỉ mới là từ hành vi. Con khỉ mới thực hiện hành vi giống con khỉ khác, nó xây dựng nhận thức rằng: Nếu nó trèo lên thang thì bốn con khỉ còn lại sẽ đánh nó và không được trèo. Nếu có con khỉ nào trèo thang thì cần phải xông vào đánh dù không hiểu tại sao phải làm thế. Dường như những chú khỉ là đối tượng tiếp nhận chỉ là người "kế thừa" và chấp nhận sự việc theo kiểu đã rồi. Thí nghiệm về con khỉ trừng phạt những người không vi phạm để những người không vi phạm ngăn cản vi phạm trong tương lai. Khi một ai đó phạm tội, người ta trừng phạt những người còn lại nhằm để họ tự kiểm soát lẫn nhau, cứ khi có người tù nào vượt ngục thì cai ngục sẽ trừng phạt những người còn lại (những người không trốn). 